# آدم يعود للجنة (فلم)
آدم يعود للجنة  فيلم دراما تلفزيوني للمخرج عبد المنعم شكري صدر عام 1982 عن قصة الكاتب الدكتور حسين مؤنس وسيناريو وحوار مصطفى بركات. الفيلم من بطولة شويكار، مصطفى فهمي، حمدي أحمد، محمد السبع وصلاح نظمي  وتدور أحداثه في قرية للصيادين حيث يسعى شيخ الصيادين عبد التواب السيطرة على سوق السمك، وتقوم عزيزة هانم بمساعدته على الشيخ إبراهيم الذي يساعد الصيادين للاستقواء على لطفي بك واستغلاله للصيادين.
صدر الفيلم للتلفزيون المصري في 5 أكتوبر 1982.
منح موقع قاعدة بيانات الأفلام العربية «السينما.كوم» الفيلم درجة 5.4/ 10.

## طاقم التمثيل
شويكار: في دور عزيزة هانم
مصطفى فهمي: في دور إسماعيل عبد التواب (ابن شيخ الصيادين)
حمدي أحمد: في دور عبد الرحيم
محمد السبع: في دور الشيخ إبراهيم الصياد
صلاح نظمي: في دور لطفي بك
تيسير فهمي: في دور طاهرة إبراهيم الصياد (ابنة الشيخ إبراهيم)
سميحة توفيق: في دور أم إسماعيل (زوجة عبد التواب شيخ الصيادين)
حمدي سالم: في دور جابر (تاجر الأسماك بالجملة)
مصطفى الشريف: في دور رستم بك (صديق لطفي)
بالاشتراك مع: كوثر رمزي – أنور حسونة – أنور ناشد – وسيلة حسين – فاروق علي – محمود صبحي – سامية سامي – مطاوع عويس – عزيز حافظ – سليمان حسين.

## أحداث الفيلم
تجري الأحداث في قرية للصيادين حيث يسيطر على سوق بيع الأسماك، وهو النشاط الوحيد لأهل القرية، شيخ الصيادين عبد التواب وتابعه جابر (حمدي سالم) ويشتري من الصيادين حصيلة صيدهم بأقل الأسعار. يحارب هذا الاستغلال الشيخ إبراهيم الصياد (محمد السبع) والصياد عبد الرحيم (حمدي أحمد). يجتمع لطفي بك (صلاح نظمي)، المحتكر لسوق الأسماك، بشيخ الصيادين ويطلب منه منع تدخل الشيخ إبراهيم في شئون الصيادين، وتقوم عزيزة هانم (شويكار)، زوجة لطفي بك، بمنح عبد التواب مركب خاص له بسعر قليل وأقساط متهاودة لكي يعمل عقله في كيفية التخلص من إبراهيم أو منعه من التدخل. يحمل عبد التواب خبر امتلاك المركب لزوجته أم إسماعيل (سميحة توفيق) التي تحثه على هزيمة الشيخ إبراهيم ليصبح هو شيخ الصيادين الفعلي. تنتقل الأحداث حيث يقف الشيخ إبراهيم في عزاء ابن أخيه حمزة الذي مات في البحر والذي كان بمثابة الابن والسند للشيخ إبراهيم الذي لم يرزق بذرية. يلجأ إبراهيم لأطباء القاهرة وينجح العلاج وتلد زوجته فتاة تشب في قرية الصيادين لتصبح الجميلة «طاهرة» (تيسير فهمي) التي يعشقها إسماعيل (مصطفى فهمي) ابن عبد التواب الذي مات من سنوات. يتوجه الشيخ إبراهيم بمال قد ادخره من سنوات لشراء قطعة أرض من عزيزة هانم لبناء مسجد، وترفض عزيزة البيع. يخسر لطفي على مائدة القمار الكثير من المال وتغضب عزيزة بعد أن أصبح حساب لطفي البنكي بلا رصيد، وهكذا يتوجه لطفي لقرية الصيادين لعرض كل أرضه للبيع ويسعد الصيادين بذلك، ويوقع لطفي مع الصيادين عقود تمليك الأراضي. يتزوج إسماعيل من حبيبته طاهرة ويهدي لطفي بك العروس فرس أبيض ويهدي إسماعيل مبلغاً من المال يتبرع به لبناء المسجد. يحاول لطفي دفع رجاله لقتل إسماعيل بعد أن تبين له أن ابن شيخ الصيادين عبد التواب لا يسير على خطى أبيه ولكن رصاص أسلحة رجال لطفي لا تصيب هدفها. تستمر محاولات لطفي وعزيزة ضد الشيخ إبراهيم ومجموعة الصيادين وتستدعي عزيزة ابن شيخ الصيادين الراحل عبد التواب لتستميله لجانبها بنفس الطريقة القديمة حيث تقدم له المال ومركب صيد جديد مقابل سرقة عقود بيع أراضيها للصيادين. يتسلل إسماعيل لغرفة الشيخ إبراهيم ولكن زوجته، طاهرة، تراه وتهاجمه هي ووالدها وتطرده من البيت. تضع طاهرة مولود وتسميه «آدم» وتقول سبب هذا الأسم أن آدم لم يكن له أب. يلجأ إسماعيل للطفي بك لطلب زوجته وابنه «آدم» إلى «بيت الطاعة» وهنا يطلب لطفي من إسماعيل أن يتخلص من الشيخ إبراهيم ليرث هو كل شىء. وينطلق رصاص سلاح إسماعيل ليقتل الشيخ إبراهيم أثناء إمامته لصلاة الصيادين. يسارع لطفي إلى الأرض ويتصدى له عبد الرحيم وباقي الصيادين ويطلب منهم لطفي إسترداد أرضه مقابل ضعف المبلغ المدفوع، ويرفض الصيادين بينما تنطلق رصاصة تصيب كتف لطفي الذي يعرف لاحقاً أن سلاح إسماعيل هو الذي أصابه، وبالرغم من ذلك لا يعاقبه ولكنه يبقي عليه لغرض في نفسه. يأمر لطفي بك نت إسماعيل اصطحابها في مركب ويغرقها بينما يوقع لطفي وإسماعيل إقرار بأن لطفي بك هو الوصي على الابن «آدم». يلقي إسماعيل بطاهرة لتغرق ويسارع إلى لطفي بك الذي يطلق عليه الرصاص ليستولى على كل شيء ولكن تظهر طاهرة التي لم تغرق وتلقي الشرطة القبض على لطفي بك.

## وصلات خارجية
- مقالات تستعمل روابط فنية بلا صلة مع ويكي بيانات
- آدم يعود للجنة على الدهليز
- آدم يعود للجنة على كاروهات